# Murgud
Murgud é uma cidade  no distrito de Kolhapur, no estado indiano de Maharashtra.

## Geografia
Murgud está localizada a 16° 24′ N, 74° 12′ L. Tem uma altitude média de 556 metros (1824 pés).

## Demografia
Segundo o censo de 2001, Murgud tinha uma população de 9200 habitantes. Os indivíduos do sexo masculino constituem 51% da população e os do sexo feminino 49%. Murgud tem uma taxa de literacia de 73%, superior à média nacional de 59.5%: a literacia no sexo masculino é de 81% e no sexo feminino é de 64%. Em Murgud, 11% da população está abaixo dos 6 anos de idade.